# Alfred Wolfenstein
Alfred Wolfenstein (* 28. Dezember 1883 in Halle; † 22. Januar 1945 in Paris) war ein expressionistischer Lyriker, Dramatiker und Übersetzer.

## Leben
Wolfenstein wurde als Sohn des jüdischen Kaufmanns Heymann Wolfenstein († 1890) und seiner Frau Klara Wolfenstein, geb. Latz († 1943) in Halle (Saale) geboren und wuchs dort sowie ab 1889 in Dessau auf. Sein Onkel war Moses Wolfenstein. Nachdem er den Vater früh verloren hatte, musste er aus finanziellen Gründen seine Schullaufbahn kurzzeitig für eine Ausbildung im Holzhandel unterbrechen, setzte sie jedoch ab 1901 am Askanischen Gymnasium in Berlin fort.
Ab 1905 studierte Wolfenstein Rechtswissenschaften in Berlin, Freiburg, München und Halle, wurde 1915 in Berlin zum Gerichtsreferendar ernannt und promovierte 1916. Im selben Jahr heiratete er die Dichterin Henriette Hardenberg, mit der er einen Sohn, Frank Thomas (1916–1993), hatte. Die Ehe wurde 1930 geschieden.
Bereits 1912 erschien Wolfensteins erstes Gedicht in der durch Franz Pfemfert herausgegebenen Zeitschrift „Die Aktion“. Durch diese Veröffentlichung bezog Wolfenstein nicht nur literarisch, sondern auch politisch Stellung, denn diese Zeitschrift bot den zeitkritischen Literaten der jungen, expressionistischen Avantgarde links der SPD ein bekanntes Forum. Mit Unterstützung von Robert Musil und Rainer Maria Rilke erschien im Mai 1914 Wolfensteins erster Gedichtband Die gottlosen Jahre. Nachdem er sich mit den Berliner Expressionisten um Kurt Hiller und Franz Pfemfert überworfen hatte, siedelte er 1916 nach München über, wo er 1919 während der Münchner Räterepublik unter Ernst Toller im „Rat geistiger Arbeiter“ mitwirkte. In dieser Zeit verkehrte er unter anderem mit Johannes R. Becher, Oskar Maria Graf und Rainer Maria Rilke. Die von Wolfenstein herausgegebene Zeitschrift Die Erhebung (1919/1920) gilt neben der Menschheitsdämmerung (1919) von Kurt Pinthus als eine der wichtigsten Sammlungen des literarischen Expressionismus.
1922 zog Wolfenstein wieder zurück nach Berlin, wo er hauptsächlich als Dramatiker und Erzähler in Erscheinung trat, aber ebenso als Übersetzer tätig war und sich dem Kreis um den Herausgeber der Weltbühne, Carl von Ossietzky, anschloss. 1930 erhielt er für seine Rimbaud-Übersetzungen den ersten deutschen Übersetzerpreis der Goethe-Universität Frankfurt/Main. Wolfenstein übersetzte auch Paul Verlaine, Gérard de Nerval und Werke des französischen sozialkritischen Schriftstellers Victor Hugo. Aus dem Englischen übertrug Wolfenstein Gedichte Percy B. Shelleys und Werke Emily Brontës.
In den Jahren der Weimarer Republik verfasste Wolfenstein ein gegen die Todesstrafe gerichtetes Theaterstück, Die Nacht vor dem Beil (1929). Das Stück galt in der zeitgenössischen Kritik als politisch ambitioniert, doch stilistisch schwach. Günther Rühle sieht es in einer Reihe mit anderen Justizdramen des Zeittheaters wie Ferdinand Bruckners Die Verbrecher (1928), Friedrich Wolfs Cyankali und Erich Mühsams Sacco und Vanzetti (beide 1929).
Wolfenstein bekannte sich wie schon zu Beginn seiner literarischen Laufbahn um 1914 zum Pazifismus. Nach der Machtergreifung der Nationalsozialisten wurde Wolfenstein von der Liga für Menschenrechte gewarnt, er stehe auf einer „schwarzen Liste“ der neuen Machthaber. Wolfenstein emigrierte im März 1933 wie viele andere deutsche politisch und religiös Verfolgte zunächst nach Prag. Dort publizierte er 1936 seine letzte eigenständige Veröffentlichung Die gefährlichen Engel. Zwei Jahre darauf flüchtete er nach Paris, wo er vom Einmarsch der deutschen Truppen 1940 überrascht wurde. Bei dem Versuch, sich den Besatzungstruppen durch eine Flucht nach Südfrankreich zu entziehen, wurde er in Donzy von der Front überrollt: Da die dortige Brücke über die Loire bereits gesprengt war, kehrte Wolfenstein nach Paris zurück, wo er bald darauf verhaftet und im Pariser Gefängnis La Santé festgehalten wurde. Nach seiner überraschenden Freilassung bemühte sich Wolfenstein von Carcassonne und Nizza aus um ein amerikanisches Visum, das ihm auf Vermittlung von Thomas Mann, Franz Werfel und Stefan Zweig erst im November 1942 gewährt wurde, als eine Ausreise aus Frankreich bereits praktisch unmöglich geworden war. Im Februar 1944 kehrte Wolfenstein nach Paris zurück, wo er unter dem Decknamen Albert Worlin lebte.
In den Jahren im französischen Untergrund ab 1940 hatte sich Wolfensteins Herzerkrankung, aufgrund derer er schon 1914 vom Kriegsdienst zurückgestellt worden war, verschlechtert. Deswegen zunehmend körperlich beeinträchtigt und dazu auch depressiv, nahm sich Wolfenstein am 22. Januar 1945 in einem Pariser Krankenhaus das Leben. Wolfenstein wurde auf dem Cimetière Parisien de Pantin beerdigt. Der in den Kriegsjahren verfasste Gedichtzyklus Ein Gefangener erschien erst in den 1970er Jahren.

## Ehrungen

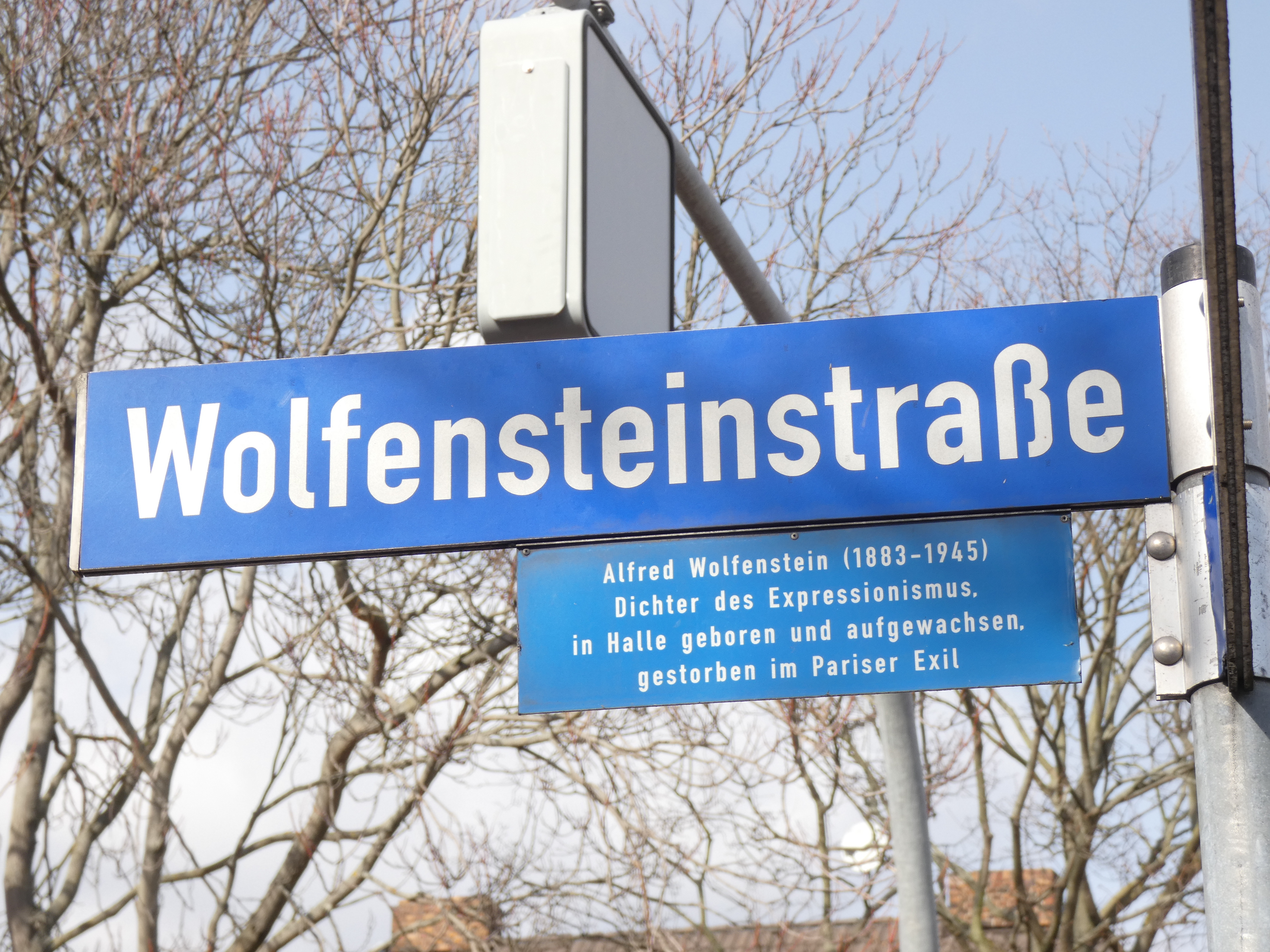
Wolfensteinstraße in Halle (Saale)

Zu Ehren Wolfensteins wurde eine Straße in Halle nach ihm benannt.

## Werke
Gedichtbände
- Die gottlosen Jahre. S. Fischer, Berlin 1914. (darin auch Städter, E-Book und Volltext)
- Die Freundschaft. Neue Gedichte. S. Fischer, Berlin 1917. (Digitalisat)
- Menschlicher Kämpfer. Ein Buch ausgewählter Gedichte. S. Fischer, Berlin 1919.
- Der gute Kampf. Eine Dichtung. Kaemmerer, Dresden 1920. (Digitalisat)
- Bewegungen. Eine Auswahl Dichtungen. R. Fechner, Berlin 1928.
- Ein Gefangener. Gedichte. Berliner Handpresse bei Propyläen, Berlin 1972.

Prosa
- Der Lebendige. Novellen. Mundt, München 1918. (Digitalisat, Neuauflage 2019, ISBN 978-3-8478-3445-8)
- Unter den Sternen. Novelle. Rauch, Dessau 1924.
- Gefährliche Engel. Dreißig Geschichten. Mährisch-Ostrau, Kittl, Leipzig 1936.

Dramen
- Die Nackten. Wolff, Leipzig 1917. (Digitalisat)
- Der Mann. Szenische Dichtungen. Heinrich, Freiburg 1922.
- Mörder und Träumer. Drei szenische Dichtungen. Die Schmiede, Berlin 1923.
- Der Flügelmann. Eine Dichtung. Rauch, Dessau 1924.
- Der Narr der Insel. Drama in acht Bildern. Die Schmiede, Berlin 1925.
- Bäume in den Himmel. Drama in drei Akten. Die Schmiede, Berlin 1926.
- Die Nacht vor dem Beil. Drama in neun Bildern. Deutsche Verlagsanstalt, Stuttgart et al. 1929.
- Celestina. Schauspiel in zwei Teilen. Stuttgart et al.: Chronos, 1929.

Sonstiges
- (als Herausgeber): Die Erhebung. Jahrbuch für neue Dichtung und Wertung. 2 Bände. S. Fischer, Berlin 1919 f.
- Jüdisches Wesen und neue Dichtung. E. Reiss, Berlin 1922.
- (als Herausgeber): Hier schreibt Paris. Ein Sammelwerk von heute. Internationale Bibliothek, Berlin 1931.
- (als Herausgeber):  Stimmen der Völker. Die schönsten Gedichte aller Zeiten und Völker. Querido, Amsterdam 1938.

Übersetzungen
- Fanny (von Ernst Feydeau, 1911).
- Erzählungen in drei Bänden (von Gérard de Nerval, 1921).
- Dichtungen (von Percy B. Shelley, 1922).
- A.G. Pyms abenteuerliche Erlebnisse (von Edgar Allan Poe, 1922).
- Die Cenci (von Percy B. Shelley, 1924).
- Denkwürdigkeiten der Scharfrichterfamilie Sanson (von Henry Sanson, 1924).
- Dreiundneunzig (von Victor Hugo, 1925).
- Der letzte Tag eines Verurteilten (von Victor Hugo, 1925).
- Alle Kinder Gottes haben Flügel (von Eugene O’Neill, 1925).
- Gedichte (von Paul Verlaine, 1925).
- Der eingebildete Kranke (von Molière, 1927).
- Madame Bovary (von Gustave Flaubert, 1929).
- Leben, Werk, Briefe (von Arthur Rimbaud, 1930).
- Umwitterte Höhen (von Emily Brontë, 1941).